# 刘继红
刘继红（？—），中国二胡演奏家。出生于江苏南京。曾师从二胡演奏家、作曲家张锐，后来成为胡琴演奏家刘明源的弟子。
现为中国音乐家协会会员，中国电影家协会会员，中国民族管弦乐协会会员，北京二胡协会海外理事。

## 主要荣誉
- 1982年，获文化部主办的“全国民族器乐独奏比赛”一等奖。
- 担任独奏的《海霞情思》获第一届百花奖优秀音乐奖。

## 出版作品
- 《水乡欢歌》唱片—1978年中国唱片社；
- 《月夜》专集—1987年敦煌音像出版社；
- 《望乡》CD—1992年中国龙系列，台湾任诗杰实业有限公司；
- 《中国的美音》CD—1993年索尼公司；
- 《古韵新声》CD—1998年索尼公司，此片获同年度上半年最佳录音奖；
- 《刘继红二胡教学》二集日语录象教材；
- 《宫泽贤治的世界》CD，担任作曲、演奏。